# Stenia ianthealis
Stenia ianthealis là một loài bướm đêm trong họ Crambidae.